# دراگان آندریچ
دراگان آندریچ (سیریلیک صربی: Драган Андрић؛ زادهٔ ۶ ژوئن ۱۹۶۲) بازیکن واترپلو اهل یوگسلاوی بود.
وی در مسابقات کشوری و بین‌المللی در مجموع برندهٔ ۲ مدال طلا شده‌است.